# ژروایس امان
ژروایس امان (فرانسوی: Gévrise Émane‎؛ زادهٔ ۲۷ ژوئیهٔ ۱۹۸۲) جودوکار اهل فرانسه بود.
وی در مسابقات کشوری و بین‌المللی در مجموع برندهٔ ۸ مدال طلا، ۱ مدال نقره، ۳ مدال برنز شده‌است.